# Chaetodon mitratus
El pez mariposa indio (Chaetodon mitratus), también conocido como pez mariposa diadema, es una especie de pez marino con aletas radiadas, un pez mariposa de la familia Chaetodontidae. Se encuentra en el Océano Índico.

### Descripción
El pez mariposa indio tiene un cuerpo amarillo que tiene dos anchas bandas negras oblicuas que atraviesan los flancos. Hay una banda negra en el ojo que se torna anaranjada debajo del ojo. Las aletas pélvicas, dorsal, anal y caudal son amarillas. La aleta dorsal contiene 8 espinas y 18 a 20 radios suaves, mientras que la aleta anal contiene 3 espinas y 14 a 15 radios suaves. Esta especie alcanza una longitud estándar máxima de 14 centímetros (5,5 pulgadas).

### Hábitat
El pez mariposa indio es una especie de aguas relativamente profundas, que vive a profundidades de entre 22 y 80 metros (72 y 262 pies), comúnmente entre 50 y 68 metros (164 a 223 pies). Se ha encontrado en pequeños grupos de hasta 5 individuos en los desniveles exteriores empinados de los arrecifes, en áreas de escombros y entre áreas donde crecen corales negros y abanicos de mar. Es una especie ovípara que forma parejas para reproducirse. Esta especie se alimenta de zooplancton e invertebrados bénticos.